# Ban Lon Gnai
Ban Lon Gnai – wieś położona w południowo-wschodnim Laosie, w prowincji Attapu, w dystrykcie Xaysetha.